# Actinote gabrielae
Actinote gabrielae är en fjärilsart som beskrevs av Hans Rebel 1901. Actinote gabrielae ingår i släktet Actinote och familjen praktfjärilar. Inga underarter finns listade i Catalogue of Life.